# Buttes Chaumont (metrostation)
Buttes Chaumont is een station van de metro in Parijs langs metrolijn 7bis, in het 19e arrondissement. Het station Buttes Chaumont is vernoemd naar het nabijgelegen park. Dit station ligt zeer diep onder de grond, daar het zich in een heuvel bevindt. De trappen van het perron tot aan het straatniveau tellen in totaal 174 treden.
Louis Blanc · 
Jaurès · 
Bolivar · 
Buttes Chaumont · 
Botzaris · 
Danube · 
Place des Fêtes · 
Pré Saint-Gervais